# Reiner Marquard
Reiner Marquard (* 1949 in Frankfurt am Main) ist ein deutscher evangelischer Theologe (Systematische Theologie). Er ist Honorarprofessor der Albert-Ludwigs-Universität Freiburg.

## Leben
Marquard studierte evangelische Theologie an den Universitäten Bethel, Heidelberg, Göttingen und Basel. Nach dem Studium war er Assistent am Karl-Barth-Archiv in Basel. Seit 1977 war er als Pfarrer (seit 1989 als Dekan) in der Evangelischen Kirche in Hessen und Nassau tätig. 1999 erhielt er eine Professur an der Evangelischen Hochschule Freiburg und leitete zugleich den Prädikantendienst der Evangelischen Landeskirche in Baden. Von 2007 bis 2014 war er Rektor der Evangelischen Hochschule Freiburg. 2010 bis 2024 lehrte er am Institut für Kirchenmusik der Hochschule für Musik in Freiburg. Am 13. Juli 2015 wurde er durch die Philosophische Fakultät der Universität Freiburg zum Honorarprofessor ernannt.

## Schaffen
Marquard promovierte 1994 an der Johann Wolfgang Goethe-Universität Frankfurt am Main über die Bedeutung des Isenheimer Altars von Mathias Grünewald im Werk Karl Barths. Er beschäftigt sich mit dem Einfluss der Reformation auf das Kunstschaffen Mathias Grünewalds und den theologischen Prägekräften Johann Sebastian Bachs (Martin Luther, Lutherische Orthodoxie). Schwerpunkt seiner Hochschultätigkeit war die Beschäftigung mit der Theologie Karl Barths sowie die Medizinethik.

## Werke (Auswahl)
- Johann Sebastian Bachs Katholizität. Einsichten aus der Bibliothek des Leipziger Thomaskantors. Mit einem Geleitwort von Christoph Wolff, Verlag Klaus-Jürgen Kamprad, Altenburg 2025, ISBN 978-3-98753-021-0210.
- Wort-Konkordanz zum vokalen geistlichen Werk von Johann Sebastian Bach. Mit einem Geleitwort von Peter Wollny, Verlag Klaus-Jürgen Kamprad, Altenburg 2023, ISBN 978-3-98753-007-4.
- Johann Sebastian Bach in seinen Büchern. Gedankengänge durch die Bibliothek des Leipziger Thomaskantors. Mit einem Geleitwort von Christoph Wolff, Verlag Klaus-Jürgen Kamprad, Altenburg 2023, ISBN 978-3-98753-006-7.
- (zusammen mit Meinrad Walter) Johann Sebastian Bach – Matthäus-Passion. Reihe Wort//Werk//Wirkung (Hrsg. M. Walter), Carus-Verlag und Deutsche Bibelgesellschaft, Stuttgart 2020, ISBN 978-3-89948-403-8 und ISBN 978-3-438-04843-1.
- Das Lamm in Tigerklauen. Christian Friedrich Henrici alias Picander und das Libretto der Matthäus-Passion von Johann Sebastian Bach, Rombach Verlag, Freiburg i.Br./Berlin/Wien 2017, ISBN 978-3-7930-9896-6.
- Menschenwürdig sterben. Vertrauensbasierte Palliativmedizin versus Suizidbeihilfe und Tötung auf Verlangen. Evangelische Verlagsanstalt, Leipzig, 2014, ISBN 978-3-374-03901-2.
- Mathias Grünewald und die Reformation. Frank & Timme, Berlin 2009, ISBN 978-3-86596-250-8.
- Ethik in der Medizin. Eine Einführung in die evangelische Sozialethik. RPE, Stuttgart 2007, ISBN 978-3-938356-16-6.
- Glauben leben – Kirche gestalten – Gottesdienst feiern. Ein theologischer Leitfaden für das Ehrenamt. Calwer, Stuttgart 2004, ISBN 3-7668-3867-9.
- Mathias Grünewald und der Isenheimer Altar. Erläuterungen, Erwägungen, Deutungen. Calwer, Stuttgart 1996, ISBN 3-7668-3463-0.
- Karl Barth und der Isenheimer Altar (= Arbeiten zur Theologie. Bd. 80). Calwer, Stuttgart 1995, ISBN 3-7668-3322-7.